# BAE Systems Hägglunds Mjölner

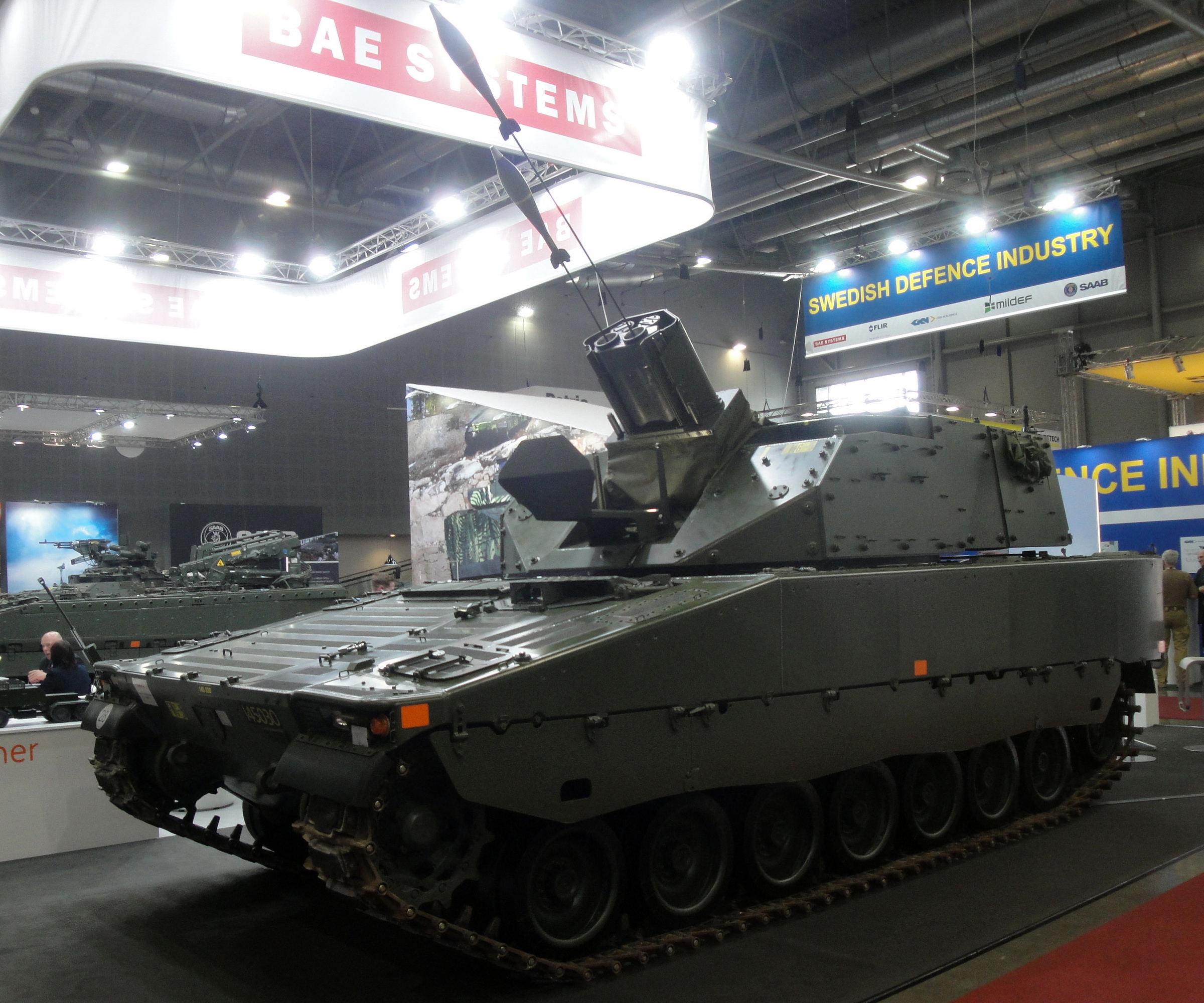
Granatkastarpansarbandvagn 90 med Mjölner

BAE Systems Hägglunds Mjölner är ett granatkastarsystem som är avsett att monteras på fordon. Mjölner består av ett vapentorn med två 120 mm granatkastarrör som kan ställas i position från 45 grader upp till 85 graders vinkel. Laddningen är manuell, upp till 16 skott per minut, bemannad av tre man förutom förare. Skyddsnivån är STANAG-2 i basutförandet. Vikten på tornet är mellan 6 och 8,1 ton beroende på nivå av skydd. Räckvidden med standardgranater är 9 km.